# Johnny Dodds
John M. Dodds, fue un clarinetista y saxofonista de hot-jazz, estadounidense, nacido en Nueva Orleans (Luisiana) el 12 de abril de 1892, y fallecido en Chicago (Illinois) el 8 de agosto de 1940.

## Historia
Estudió clarinete con Lorenzo Tio y se enroló en la banda del trombonista Kid Ory, en la que permaneció entre 1911 y 1918, tras lo cual estuvo en una compañía de vodevil, con Billy Mack, y en un riverboat, en la banda de Fate Marable. Se trasladó a Chicago, en 1920, llamado por Joe King Oliver, con quien estuvo hasta 1924.
Formó su propio grupo, que estuvo de residente en el Kelly's Stables y, entre 1925 y 1930, grabó con numerosas cantantes: Ida Cox, Viola Bartlett y otras, además de grabar con los Hot Five de Louis Armstrong, con Jelly Roll Morton y otros músicos. Tras unos años de silencio, vuelve a grabar en 1938, con el trompetista Charlie Shavers y con Lilian Hardin.
Fallece de un ataque cardíaco en 1940, tras una sesión de grabación con Natty Dominique.

## Estilo
Johnny Dodds fue un ejecutante, básicamente, de pequeños combos, en los que se convertía en insustituible. Generaba exquisitas frases melódicas, mudando sucesivamente los esquemas y la entonación robusta, graduando su vibrato característico. Destacado intérprete de blues, era un magnífico improvisador colectivo, maestro en el contrapunto a la trompeta y al trombón. Influyó a un gran número de clarinetistas, entre los que destacan Buster Bailey y Mezz Mezzrow.